# Техника — молодёжи
«Те́хника — молодёжи» («ТМ») — советский и российский ежемесячный научно-популярный и литературно-художественный журнал. Издаётся с 1928 года под названием «Молодой машиностроитель», а с 1933 года как «ТМ», сначала ЦК ВЛКСМ, с 1991 года — Издательским домом «Техника — молодёжи».

## История
«Техника — молодёжи» — один из немногих советских научно-популярных журналов, издававшихся во время Великой Отечественной войны. Единственный перерыв в издании был с октября 1941 года (октябрьский, ноябрьский и декабрьский номера журнала не вышли) по март 1942 года — сдвоенный январско-февральский номер был подписан к печати 1 апреля 1942 года.
Формирование «лица» журнала произошло после войны. Большую роль в этом сыграло назначение в 1949 году главным редактором писателя и журналиста Василия Дмитриевича Захарченко. Под его руководством журнал снискал всесоюзную любовь. Его читала не только молодёжь, но и взрослые учёные и конструкторы, в том числе зарубежные. С конца 1950-х годов его стараниями в журнале публиковались лучшие произведения советской и зарубежной фантастики. Так, в журнале впервые на русском языке были опубликованы романы «Фонтаны рая» Артура Кларка (1980), «Звёздные короли» Эдмонда Гамильтона (был опубликован в 1988 году, то есть уже без Захарченко) и «Планета Роканнона» Урсулы Ле Гуин (1989). Первая публикация романа Ивана Ефремова «Туманность Андромеды» состоялась именно в «Технике — молодёжи» в 1957 году. Другой роман Ефремова, «Час Быка», впоследствии замалчиваемый советской пропагандой, также впервые был опубликован в «ТМ» (в 1968—1969 годах). Журнал регулярно публиковал произведения Александра Казанцева, которого Захарченко называл русским пророком от фантастики.
«ТМ» первым в стране начал рассказывать и об отечественных достижениях в области военной техники, впервые в СССР поставил вопрос о пересмотре официальной позиции по отношению к генетике, кибернетике и парапсихологии.
Отмечается, что журнал сыграл большую роль в становлении и развитии космической живописи.
В 1976 году тираж журнала составлял 1,7 млн экземпляров.
14 июля 1983 года журнал был награждён орденом «Знак Почёта».
Редактор В. Д. Захарченко был уволен в 1984 году после начала публикации в журнале романа Артура Кларка «2010: Одиссея Два», некоторые персонажи которого носили имена известных советских диссидентов.
После ухода главного редактора издание продолжило предложенную Захарченко структуру и концепцию.
Редакцией журнала организовано свыше 20 всероссийских и международных смотров-конкурсов автомобилей самодеятельных конструкций.[значимость факта?]
С использованием материалов журнала и с участием его авторов выходила телепередача «Это вы можете».

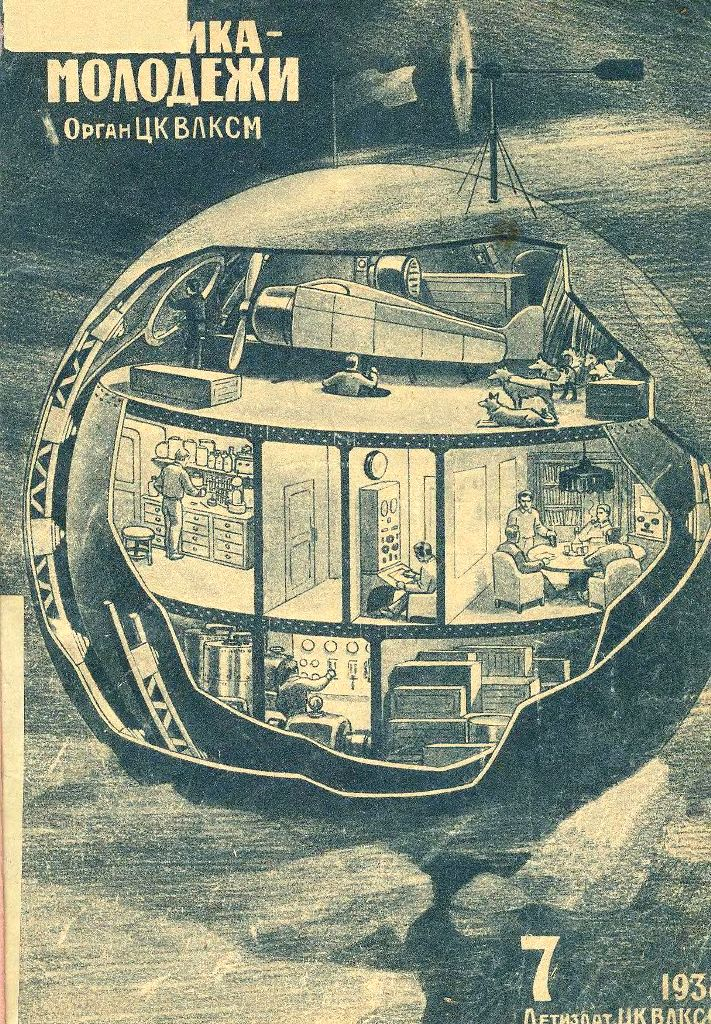
Обложка журнала «Техника — молодёжи» № 7 за 1938 авторства иллюстратора С. П. Лодыгина

## Оформление журнала
Одним из иллюстраторов, создавших художественный облик журнала, был С. П. Лодыгин, который работал в нём с года основания. 
Художником журнала был[когда?] также русский и советский авиатор, победитель штопора, К. К. Арцеулов[уточнить].

## Основные рубрики
- Top science
- Антология таинственных случаев
- Вокруг земного шара
- Время искать и удивляться
- Время — пространство — человек
- Выставки
- Загадки забытых цивилизаций
- Институт человека
- Историческая серия
- Комиссионка
- Клуб любителей фантастики
- Клуб ТМ
- Клуб электронных игр — рубрика появилась в период популярности программируемых микрокалькуляторов, для неё же в рубрике «Клуб любителей фантастики» публиковалась серия рассказов «„Кон-Тики“: путь к Земле» Михаила Пухова
- Книжная орбита
- Мир увлечений
- Музей ТМ
- НТТМ (научно-техническое творчество молодёжи)
- Панорама
- Проблемы и поиски
- Сделано в России
- Смелые гипотезы (Трибуна смелых гипотез)
- Смелые проекты
- Техника и спорт
- Эхо ТМ[14]